# Lyromonadida
Lyromonadida es un grupo de protistas del filo Percolozoa que durante su ciclo de vida alternan entre etapas ameboides, flagelados y quistes. Comprende dos especies, Lyromonas vulgaris, que se conoce solo en la forma flagelada con una única cinétida y un surco de alimentación ventral, y 
Psalteriomonas lanterna, que alterna entre las formas ameba y flagelado, presentando esta última cuatro mastigontes, núcleos y surcos ventrales longitudinales. Ambos son anaerobios y presentan mitocondrias sin crestas.